# ISO 10007
La norma ISO 10007 "Quality management systems — Guidelines for configuration management" in italiano "Sistemi di gestione per la qualità - linea guida per la gestione della configurazione", è una norma internazionale che fornisce indicazioni sull'uso della gestione della configurazione all'interno di un'organizzazione. È applicabile al supporto di prodotti e servizi dall'ideazione allo smaltimento.
È applicabile alle organizzazioni pubbliche e private di qualsiasi dimensione, sia a livello di grandi multinazionali e organizzazioni governative, che per organizzazioni di tipo non-profit, come pure per micro e piccole imprese.

## Storia
La ISO 10007 è stata sviluppata dall'ISO/TC 176/SC 2   Quality Systems, ed è stata pubblicata per la prima volta nel 1995. La seconda edizione è stata aggiornata nel 2003 e l'attuale versione è stata pubblicata a marzo 2017.
L'ISO/TC 176/Sc 2 è stato costituito nell'anno 1982.

## Principali requisiti della norma
La ISO 10007 adotta uno schema in 5 capitoli nella seguente suddivisione:
- 1 Scopo
- 2 Norme di riferimento
- 3 Termini e definizioni
- 4 Responsabilità nella gestione della configurazione
- 5 Processo di gestione della configurazione